# Кепек
Не путать с Кебеком, ханом Чагатайского улуса.
Кепек, или Кебек (старотат. كبك (کپک) خان‎) — хан Золотой Орды в 1414 году, один из сыновей Тохтамыша. Согласно Шпулеру, Кепек-хан в польских источниках на латинском языке именовался Betsabul. В летописных источниках Кепек фигурирует под именем Бетсбулан или Беш-Сабулу.
Участник напряженной борьбы за ханский престол, которая наступила после разгрома Тохтамыша Тимуром. Вступил в борьбу за престол в 1414 г. при сильной поддержке литовского князя Витовта, как альтернатива хану Керим-Берды, который был ставленником Московского князя. На короткое время занял трон в Сарае, но вскоре был вынужден отступить под натиском Едигея, который в тот момент выступал как беклярбек Чокре-оглана. Они начали с Кепеком борьбу и победили его. Однако, ещё в течение ряда лет в южнорусских землях, находившихся под контролем Литвы, Кепек считался ханом .
Некоторые авторы (Б. А. Ахмедов, Г. Е. Грум-Гржимайло) считают Кепека, сына Токтамыша, и Худайдата одним и тем же лицом, но это опровергается генеалогическими сочинениями.